# Rudolf Galin
Rudolf Galin (Zagreb, 1. travnja 1928. – Zagreb, 8. kolovoza 2004.), hrvatski atletičar, bacač kladiva.
Bio je član zagrebačke Mladosti.
Na Mediteranskim igrama 1951. bio je prvi hrvatski športaš koji je osvojio odličje. Sudionik Olimpijskih igara 1952. u Helsinkiju, gdje je u finalu bio 17. Na europskom prvenstvu 1950. u Bruslju bio je posljednji deveti u finalu i drugi hrvatski bacač koji je bio u finalu, pored četvrtog Ivana Gubijana. To je bio veliki uspjeh, jer te je godine još samo Ujedinjeno Kraljevstvo imalo dvojicu bacača u finalu, a kasnije europske bacačke sile samo jednog ili nijednog bacača.